# São José dos Campos
São José dos Campos (IPA: [sɐ̃w̃ ʒuˈzɛ dus ˈkɐ̃pus]) nagyváros Brazíliában, São Paulo államban. São Paulótól kb. 80 km-re ÉK-re fekszik. São José dos Campos Monteiro Lobato, Jambeiro, Camanducaia, Sapucaí-Mirim, Jacareí, Caçapava, Joanópolis, Igaratá és Piracaia községekkel határos.

## Népesség
| Lakosok száma | 539 313 | 629 921 | 673 255 | 681 036 | 688 597 | 729 737 | 737 310 | 697 054 |
|               | 2000    | 2010    | 2013    | 2014    | 2015    | 2020    | 2021    | 2022    |